# Svinița
Svinița (Szinice en hongrois, Свинъица en serbe) est une commune roumaine du județ de Mehedinți, dans la région historique de l'Olténie et dans la région de développement du Sud-Ouest.

## Géographie
La commune, composée du seul village de Svinița est située dans l'extrême sud-ouest du județ, dans les Monts Almăj (Munții Almăjului), sur la rive gauche du Danube, face à la Serbie, à 52 km au sud-ouest d'Orșova et à 80 km au sud-ouest de Drobeta-Turnu Severin, la préfecture du județ;
Le village est traversé par la route nationale DN57 qui relie Drobeta-Turnu Severin avec Moldova Nouă, dans le județ de Caraș-Severin.

## Histoire
La commune appartenait au royaume de Hongrie jusqu'au démantèlement de l'Empire austro-hongrois après la Première Guerre mondiale en 1920 au Traité de Trianon. Elle a alors rejoint le royaume de Roumanie.
Svinița faisait partie de la Clisura Dunării, zone de la frontière militaire face à l'Empire ottoman et était peuplée de communautés roumaines, tchèques, serbes et allemandes.
Le journaliste irlandais Michael Joseph Quin visita la région en 1834 et qualifiera Svinița de « village d'apparence misérable, composé d'une ou deux douzaines de huttes bâties très simplement… ».

## Religions
En 2011, 6,48 % de la population rattachée à l'Église orthodoxe roumaine et 90,27 % à l'Église orthodoxe serbe.

## Démographie
En 1900, le village comptait 91 % de Serbes pour 4,2 % de Roms, 2,3 % de Roumains et 1,8 % de Hongrois. Elle reste une des rares communes à majorité serbe à l'heure actuelle. La langue serbe y a d'ailleurs statut officiel à côté du roumain.
En 2011, les Serbes représentaient 90,27 % de la population totale — ce qui en fait la commune de Roumanie avec le plus fort pourcentage de Serbes — et les Roumains 6,59 %.
| 1900  | 1924  | 1992  | 2002  | 2007  | 2011 |
| ----- | ----- | ----- | ----- | ----- | ---- |
| 1 419 | 1 340 | 1 281 | 1 132 | 1 071 | 925  |

## Économie
L'économie de la commune repose sur l'agriculture, l'élevage, la pêche et le tourisme.

## Politique
| Période                                  | Période  | Identité        | Étiquette | Qualité |
| ---------------------------------------- | -------- | --------------- | --------- | ------- |
| Les données manquantes sont à compléter. |          |                 |           |         |
| 2008                                     | En cours | Nicolaie Curici | PSD       |         |

| Parti | Parti                              | Sièges |
| ----- | ---------------------------------- | ------ |
|       | Parti national libéral (PNL)       | 1      |
|       | Parti social-démocrate (PSD)       | 4      |
|       | Parti Mouvement populaire (PMP)    | 1      |
|       | Union des Serbes de Roumanie (USR) | 3      |

## Lieux et monuments
- Trikule, ruines immergées de la forteresse de Trikule (Cetatea Tri Cule), construite au XIe siècle, agrandie tout au long du Moyen Âge et en activité jusqu'au XVIe siècle, face aux Ottomans.
- Église serbe de 1751.
- Rives du Danube et Portes de Fer.